# Notophryxus clypeatus
Notophryxus clypeatus är en kräftdjursart som först beskrevs av Georg Ossian Sars 1880.  Notophryxus clypeatus ingår i släktet Notophryxus och familjen Dajidae.
Artens utbredningsområde är havet utanför Norge. Inga underarter finns listade i Catalogue of Life.